# Augé

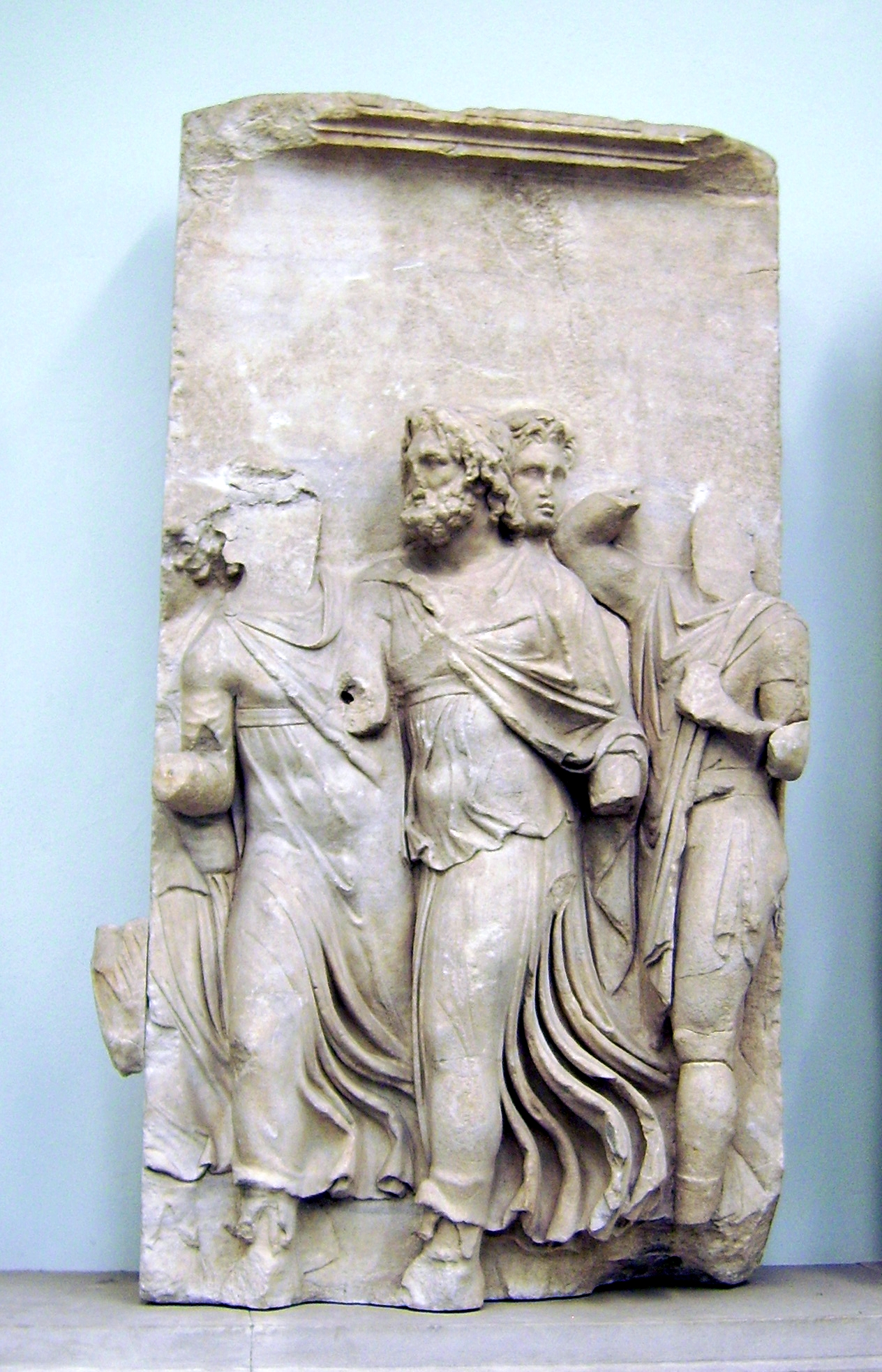
Augé és Télephosz

Augé, „a fényes”, görög mitológiai alak, a tegeai Aleosz király leánya.
Apja akaratából Pallasz Athéné szűz papnője lett, ám Héraklész – útban Spártából Laomedónhoz – találkozott a folyó vizében ruháját mosó lánnyal, és részegen megerőszakolta. A mítosz egyik változata szerint amint a lány megszülte gyermekét, Aleosz kitette a Parthenionra, és Augét Naupliosz kíséretében messzi vidékre küldte. Más változat szerint még terhesen küldte apja el Naupliosszal, azzal, hogy a tengerbe fojtsa. Útközben a lány megszülte a gyermeket, s magára hagyta az erdőben, Naupliosz pedig a gyilkosság helyett inkább  eladta rabszolgának. Augé, akit Teuthrasz, a müsziai király vett meg, egy változat szerint a király felesége lett, míg más változat szerint a király a lányává fogadta, és hozzáadta Parthenopaioszhoz, Atalanté fiához. Bárhogy is volt, a magára hagyott és felnőtt fiú, Télephosz, megkereste anyját, végül megörökölte Teuthrasz trónját is.